# Francis Daniel Pastorius
Francis Daniel Pastorius (26 de septiembre de 1651c. 1720
: xii, 286 ) fue un educador, abogado, poeta y funcionario público nacido en Alemania. Fue el fundador de Germantown, Pensilvania, ahora parte de Filadelfia, el primer asentamiento permanente de alemanes-americanos y la puerta de entrada para los emigrantes posteriores desde Alemania.

## Juventud

Escudo de armas de Francis Daniel Pastorius

Franz Daniel Pastorius nació en la ciudad francona de Sommerhausen, en el seno de una próspera familia luterana. Recibió educación en un Gymnasium en Bad Windsheim  (también en Franconia), adonde se trasladó su familia en 1659. Se formó como abogado en algunas de las mejores universidades alemanas de su época, incluyendo la Universidad de Altdorf, la Universidad de Estrasburgo y la Universidad Friedrich Schiller de Jena. Comenzó su práctica en Windsheim y continuó en Fráncfort del Meno. Fue amigo cercano del teólogo luterano y líder pietista Philipp Jakob Spener durante el desarrollo inicial del movimiento de Spener en Frankfurt. De 1680 a 1682, trabajó como tutor acompañando a un joven noble durante su año sabático por Alemania, Inglaterra, Francia, Suiza y los Países Bajos. La biografía de Pastorius revela una creciente insatisfacción con la Iglesia Luterana y el estado de su juventud alemana en la Era del Absolutismo. Como joven adulto, su moral cristiana incluso tensó la relación con su padre Melchior Adam Pastorius (1624-1702), un rico abogado y burgomaestre en Windsheim.  Estas dificultades llegaron a su punto culminante en los años 1677-1679, años de tumulto en esta ciudad imperial. Después de que Pastorius completara su doctorado en derecho, regresara a Windsheim y comenzara su carrera legal, su familia y amigos (respaldados por los Habsburgo) sofocaron una insurrección popular contra los abusos del gobierno oligárquico. Fue en este contexto que dejó su hogar en 1679, se unió a los pietistas luteranos en Frankfurt y abogó repetidamente por la adhesión a la Regla de Oro de Cristo. Emigró a Pensilvania cuatro años después y nunca volvió a Windsheim.

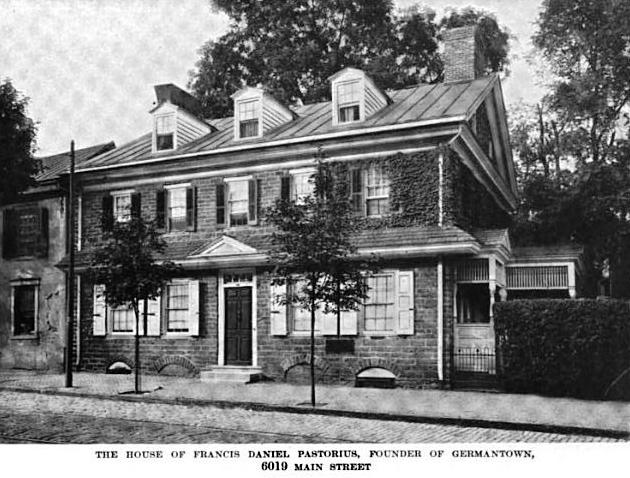
Casa de Francis Daniel Pastorius en Germantown, como aparecía alrededor de 1919

## Hacia Filadelfia
En 1683, un grupo de Menonitas, pietistas y cuáqueros en Frankfurt, los llamados Original 13, incluyendo a Abraham op den Graeff, primo de William Penn, se acercaron a Pastorius para que actuara como su agente en la compra de tierras en Pensilvania para establecer un asentamiento. Pastorius embarcó en el barco América y llegó a Filadelfia el 20 de agosto de 1683. En Filadelfia, negoció la compra de 15,000 acres (61 km²) a William Penn, el propietario de la colonia, y diseñó el trazado del asentamiento de Germantown, donde viviría hasta su muerte. Como uno de los ciudadanos más destacados de Germantown, Pastorius ocupó numerosos cargos públicos. Fue el primer alcalde y también fue miembro de la Asamblea General de Pensilvania en 1687 y 1691. En 1691, Thomas Lloyd, vicegobernador de Pensilvania, concedió la naturalización a sesenta y dos de los primeros colonos de Germantown como ciudadanos de Pensilvania (y por lo tanto de Inglaterra), con el estatus de freeman, incluyendo a Pastorius y otros importantes miembros del asentamiento, los hermanos Derick, Herman y Abraham op den Graeff, así como William Rittenhouse. En 1702, abrió una escuela en Germantown que inscribió tanto a niños como a niñas; la sufragista Alice Paul mencionó su inclusión de niñas en su disertación doctoral en la Universidad de Pensilvania, y destacó que su compromiso era excepcional en una comunidad que, de otro modo, defendía un ideal de "Haus Frau".

## Escritos

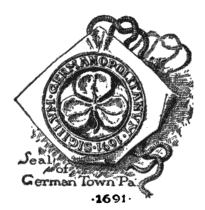
Sello de Germantown, PA (1691)

Escribió extensamente sobre temas que iban desde la apicultura hasta la religión. Fue "el primer poeta de importancia en Pensilvania... [y] uno de los poetas más importantes de la América temprana" (Meserole, p. 294). Sus extensas compilaciones de lugares comunes ofrecen una visión de la cultura del primer Iluminismo en la Pensilvania colonial.
También fue un hábil poeta cuya obra aparece en la Nueva Antología de Poesía del Siglo XVII de Oxford. El libro más importante de Pastorius fue su manuscrito "Colmena", que ahora se encuentra en la sala de libros raros de la Universidad de Pensilvania. Se trata de su libro de lugares comunes, que contiene poesía, sus pensamientos sobre religión y política, y listas de libros que consultó junto con extractos de esos libros. También de interés es su Descripción Geográfica de Pensilvania, publicado por primera vez bajo el título Umständige geographische Beschreibung der allerletzt erfundenen Provintz Pennsylvania (1700). Este libro también contiene muchas de sus cartas enviadas a casa en Alemania. Sus manuscritos incluyen tratados sobre horticultura, derecho, agricultura y medicina.
La Penn State University Press publicó en 2019 un lector sobre Francis Daniel Pastorius editado por Patrick M. Erben.

## Personal
Pastorius se casó con Ennecke Klostermanns (1658–1723) el 6 de noviembre de 1688. Tuvieron dos hijos: Johann Samuel Pastorius (1690–1722) y Heinrich Pastorius (1692–1726). Aunque fue criado como un luterano de clase alta, se convirtió al Pietismo luterano como joven adulto en Alemania. Se volvió cada vez más liberal en Pensilvania, abogando por el universalismo y acercándose al cuakerismo.
El famoso bajista de jazz Jaco Pastorius fue su descendiente lejano.

## Legado

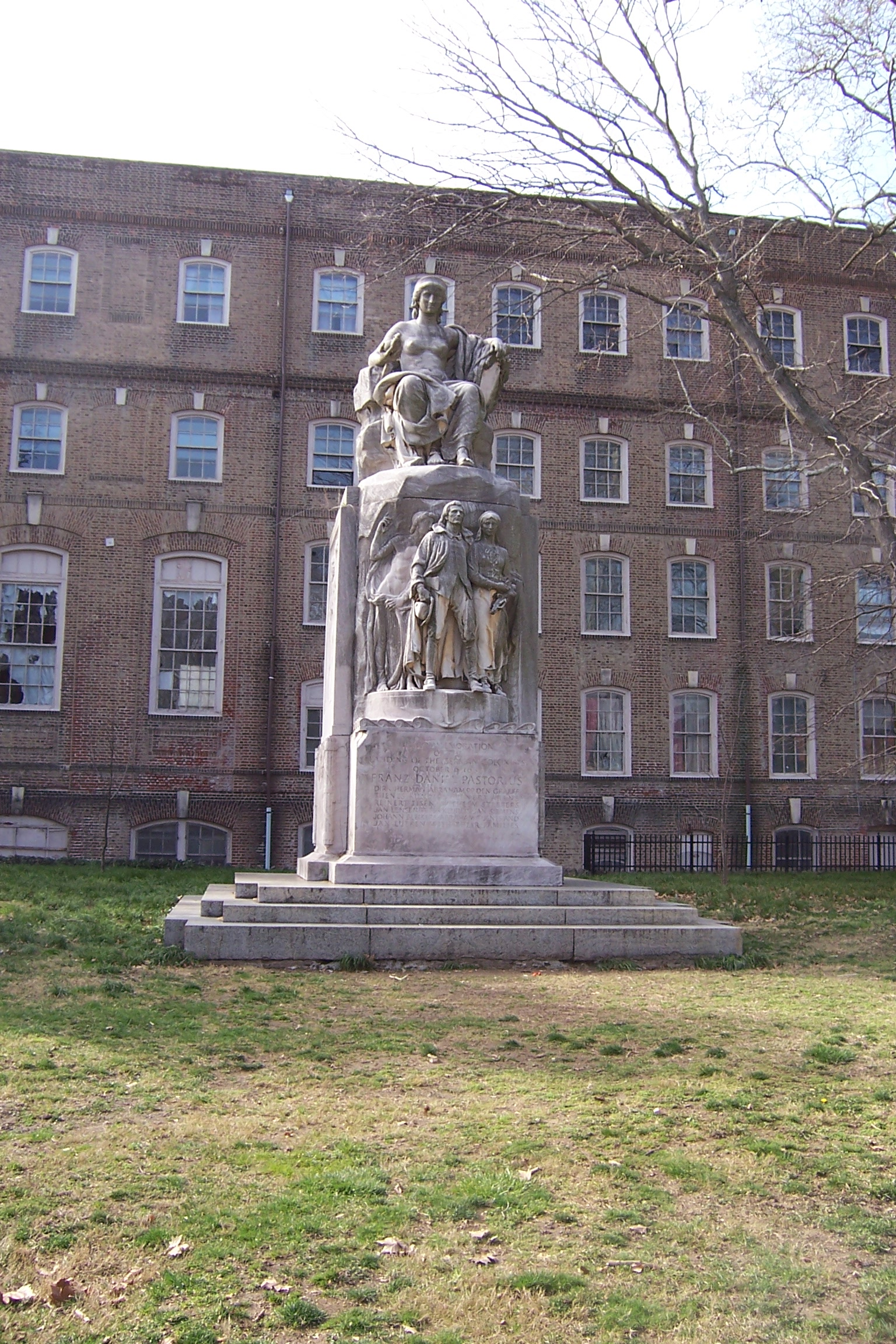
Monumento a Pastorius en Vernon Park

### Posición contra la esclavitud
De entre los colonos de Krefeld, fueron probablemente los Cuáqueros quienes impulsaron el rechazo a la esclavitud. Las 13 familias de Krefeld habían escuchado por primera vez sobre el comercio de esclavos en las colonias americanas en Róterdam durante su viaje a Pensilvania. No podían imaginar que podrían ser dueños de esclavos en la tierra del amor fraternal. Sin embargo, la realidad era diferente: los Puritanos y los Cuáqueros, quienes de otro modo abogaban por los derechos humanos universales, no tenían problemas con la trata de personas y no creían que estuviera mal. En 1688, algunos años después de su llegada, él redactó, junto con Garret Hendericks, Derick op den Graeff y Abraham op den Graeff, la primera protesta contra la esclavitud en América. Pastorius fue uno de los firmantes de la Petición contra la esclavitud de los Cuáqueros de Germantown de 1688, la primera petición contra la esclavitud hecha en las Trece Colonias. La protesta fue firmada en la casa de Thones Kunders, uno de los primeros burgueses de Germantown. Antes de la guerra civil estadounidense, cuando la abolición de la esclavitud estaba ganando fuerza, Pastorius estaba listo para ser celebrado. El poeta cuáquero John Greenleaf Whittier celebró la vida de Pastorius especialmente su defensa contra la esclavitud. Whittier también tradujo la oda latina dirigida a la posteridad, que Pastorius puso al principio de su libro de registros de Germantown.

### Operación Pastorius
A pesar de las simpatías cuáqueras de Pastorius, su nombre fue apropiado en 1942 por la Abwehr de la Alemania nazi para la "Operación Pastorius," un fallido ataque de sabotaje contra los Estados Unidos durante la Segunda Guerra Mundial, que incluía un objetivo en Filadelfia.

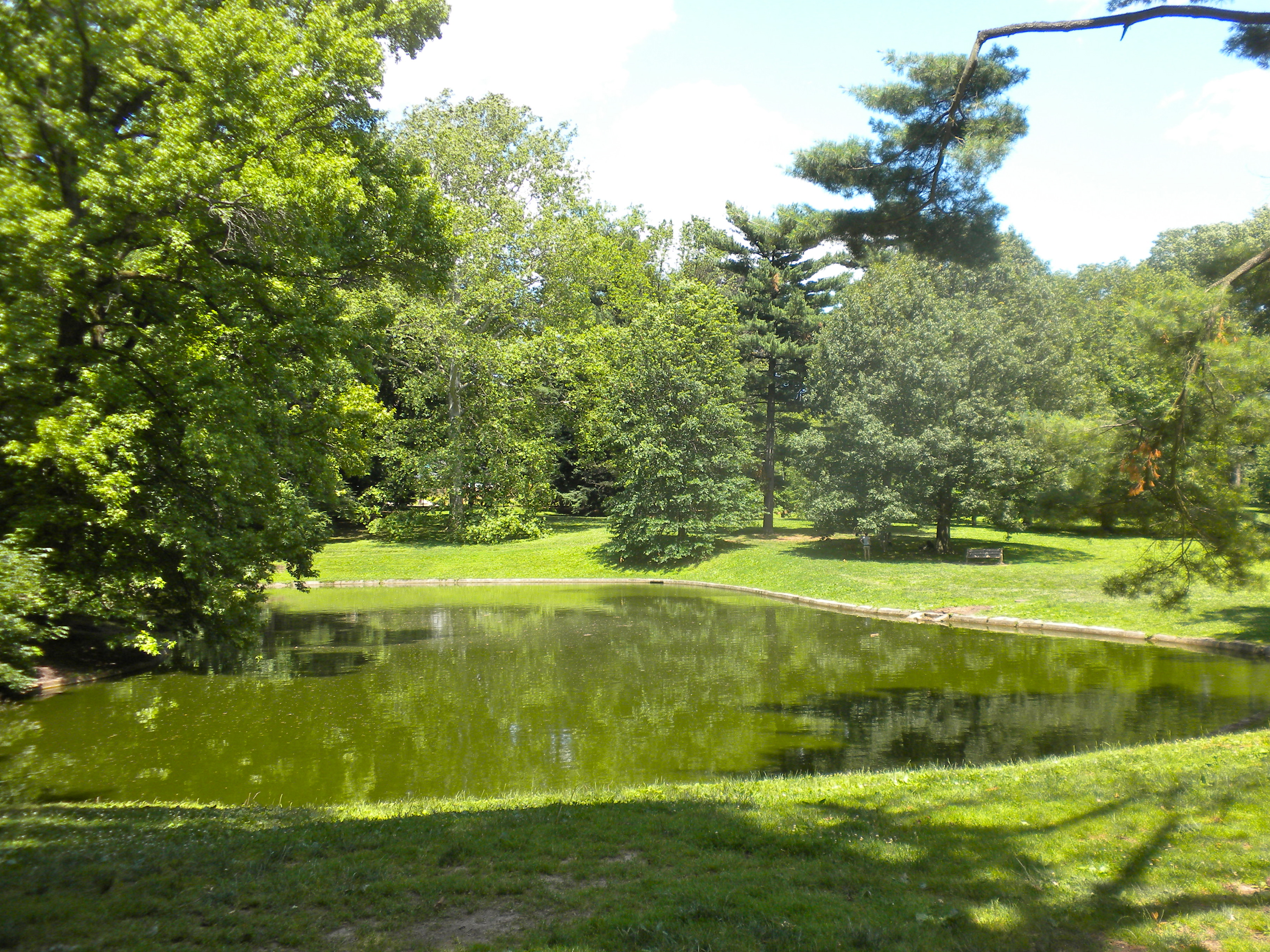
Parque Pastorius

### Biografías
Por generaciones, Pastorius ha ganado el afecto de los historiadores. A principios del siglo XX, los académicos germano-americanos lo abrazaron y el profesor de la Universidad de Pensilvania, Marion Dexter Learned (1857–1917), escribió una extensa biografía; Learned tuvo acceso a papeles que posteriormente se perdieron. En 1953, DeElla Victoria Toms escribió una tesis doctoral sobre el trasfondo intelectual y literario de Francis Daniel Pastorius.
En 1985, John Weaver documentó el trasfondo cultural de la infancia y juventud de Pastorius, y sus razones para emigrar a Pensilvania en 1683. Más recientemente, el profesor de la Universidad de Princeton, Anthony Grafton, ha escrito sobre Pastorius como representante de la cultura intelectual europea. El discurso presidencial de Grafton ante la American Historical Association en 2012 trató sobre Pastorius. Weaver revisó extensamente su investigación anterior en un libro (en PDF) disponible en línea y publicado en 2016. En 2012, Patrick Erben escribió A Harmony of the Spirits: Translation and the Language of Community in Early Pennsylvania. En 2017, Margo Lambert publicó "Mediation, Assimilation, and German Foundations in North America: Francis Daniel Pastorius as Cultural Broker."

### Legado
- La Asociación Pastorius Home, Inc. opera el Pastorius Haus en Bad Windsheim, Alemania, y la Casa Pastorius en Germansville, Pensilvania.[31]
- El Monumento a Pastorius está ubicado en Vernon Park en Noroeste de Filadelfia, PA.[32]
- Pastorius Park está ubicado en la sección Chestnut Hill de Filadelfia, PA.[33]

## Otras fuentes
- Bowden, Henry Warner (1977). Dictionary of American Religious Biography. Westport, CT: Greenwood Press. ISBN 0-8371-8906-3.
- Brophy, Brophy, (1996). "Ingenium est Fateri per quos profeceris: Francis Daniel Pastorius' Young Country Clerk's Collection and Anglo-American Legal Literature, 1682–1716," 3. University of Chicago Law School Roundtable. pp. 627-721.
- Dünnhaupt, Gerhard (1991). Gerhard, "F. D. Pastorius" (Biografía y Bibliografía) en: Personalbibliographien zu den Drucken des Barock, (en inglés) 4. Stuttgar: Hiersemann. pp. 3075-3079. ISBN 3-7772-9122-6.
- Genzmer, George Harvey (1962) [1934].  Malone, Dumas, ed. "Pastorius, Francis Daniel,". Dictionary of American Biography (en inglés). 7, Part 2. Nueva York: Charles Scribner's Sons. pp. 290-291.
- Gross, Leonard; Gleysteen, Jan (2007). Colonial Germantown Mennonites (en inglés). Telford, PA: Cascadia. ISBN 1-931038-41-4.
- Meserole, Harrison T. (1968). "Seventeenth-Century American Poetry," Anchor Seventeenth-Century Series. (en inglés). Garden City, N.Y.: Doubleday. pp. 293-304. ISBN 978-0814703014.

## Escritos por Pastorius
- Deliciæ Hortenses, or Garden-Recreations, and Voluptates Apianæ, ed. Christoph E. Schweitzer (Columbia, Carolina del Sur: Camden House, 1982).
- Francis Daniel Pastorius Reader: Writings by an Early American Polymath, ed. Patrick Erben (University Press: Penn State Press, 2019).
- Marion Dexter Learned, “From Pastorius’ Bee-Hive or Bee-Stock,” Americana Germanica 1, no. 4 (1879): 67–110.